# Tommaso Bellazzini
Tommaso Bellazzini (Pisa, 23 dicembre 1987) è un allenatore di calcio ed ex calciatore italiano, di ruolo centrocampista, tecnico del Siena.

## Biografia
Suo padre Ronaldo è un fisico, collaboratore dell'Istituto nazionale di fisica nucleare e della NASA.

## Caratteristiche tecniche

### Giocatore
Bellazzini era un trequartista – in possesso di discrete qualità tecniche – in grado di agire da seconda punta, esterno d'attacco o centrocampista.

## Carriera

### Giocatore

#### Club
Inizia a giocare a calcio nelle giovanili della Fiorentina, che nel 2006 lo cede in comproprietà alla Pistoiese, in Serie C1. Nel 2009 viene ingaggiato dal Cittadella. Esordisce in Serie B il 6 settembre 2009 in Cesena-Cittadella (1-0). Il 24 aprile 2010 mette a segno una tripletta contro il Mantova (6-0 il risultato finale). Termina la stagione segnando 10 reti in 34 presenze complessive, tra campionato e Coppa Italia.
Il 25 gennaio 2013 passa in prestito al L.R. Vicenza, nell'ambito di uno scambio che porta Mattia Minesso a compiere il percorso inverso. Il 2 agosto 2013 firma un biennale con il Lecce, in Lega Pro Prima Divisione. A questa esperienza seguono quelle con Venezia e Pavia. Dopo alcuni mesi di inattività, il 12 dicembre 2016 fa ritorno dopo sette anni alla Pistoiese, in Lega Pro.
Nel 2017 viene ingaggiato dal Rezzato in Serie D. Il 25 gennaio 2018 si trasferisce all'Alessandria, in Serie C, firmando un contratto valido fino al 30 giugno 2019. Il 5 dicembre 2019 viene tesserato dalla Giana Erminio.
Il 30 settembre 2020 si trasferisce all'Aglianese, in Serie D. Il 27 agosto 2021 scende di categoria, accordandosi con il Livorno, ammesso in sovrannumero al campionato di Eccellenza dopo l'esclusione dal campionato di Serie D a causa di inadempienze finanziarie. Il 7 giugno 2022 rescinde consensualmente il contratto che lo legava al Livorno per motivi personali.

#### Nazionale
Nel 2005 ha disputato tre amichevoli con la nazionale Under-18.

### Allenatore
Il 7 gennaio 2024 entra nello staff tecnico di Nico Lelli, tecnico del Ghiviborgo, in qualità di vice allenatore. A fine stagione gli viene affidata la guida tecnica della prima squadra, impegnata nel campionato di Serie D.

## Statistiche

### Presenze e reti nei club
| Stagione           | Squadra            | Campionato         | Campionato | Campionato | Coppe nazionali | Coppe nazionali | Coppe nazionali | Coppe continentali | Coppe continentali | Coppe continentali | Altre coppe | Altre coppe | Altre coppe | Totale | Totale |
| Stagione           | Squadra            | Comp               | Pres       | Reti       | Comp            | Pres            | Reti            | Comp               | Pres               | Reti               | Comp        | Pres        | Reti        | Pres   | Reti   |
| ------------------ | ------------------ | ------------------ | ---------- | ---------- | --------------- | --------------- | --------------- | ------------------ | ------------------ | ------------------ | ----------- | ----------- | ----------- | ------ | ------ |
| 2006-2007          | Pistoiese          | C1                 | 13         | 0          | CI-C            | 3               | 0               | -                  | -                  | -                  | -           | -           | -           | 16     | 0      |
| 2007-2008          | Pistoiese          | C1                 | 33         | 2          | CI-C            | 4               | 0               | -                  | -                  | -                  | -           | -           | -           | 37     | 2      |
| 2008-2009          | Pistoiese          | 1D                 | 33+2       | 1+1        | CI-LP           | 5               | 2               | -                  | -                  | -                  | -           | -           | -           | 40     | 4      |
| 2009-2010          | Cittadella         | B                  | 30+2       | 10         | CI              | 2               | 0               | -                  | -                  | -                  | -           | -           | -           | 34     | 10     |
| 2010-2011          | Cittadella         | B                  | 25         | 0          | CI              | 2               | 1               | -                  | -                  | -                  | -           | -           | -           | 27     | 1      |
| 2011-2012          | Cittadella         | B                  | 30         | 2          | CI              | 2               | 0               | -                  | -                  | -                  | -           | -           | -           | 32     | 2      |
| 2012-gen. 2013     | Cittadella         | B                  | 8          | 0          | CI              | 3               | 0               | -                  | -                  | -                  | -           | -           | -           | 11     | 0      |
| Totale Cittadella  | Totale Cittadella  | Totale Cittadella  | 93+2       | 12         |                 | 9               | 1               |                    | -                  | -                  |             | -           | -           | 104    | 13     |
| gen.-giu. 2013     | L.R. Vicenza       | B                  | 20         | 1          | CI              | -               | -               | -                  | -                  | -                  | -           | -           | -           | 20     | 1      |
| 2013-2014          | Lecce              | 1D                 | 8+2        | 0          | CI+CI-LP        | 3+1             | 1+0             | -                  | -                  | -                  | -           | -           | -           | 14     | 1      |
| 2014-2015          | Venezia            | LP                 | 33         | 9          | CI+CI-LP        | 2+0             | 2               | -                  | -                  | -                  | -           | -           | -           | 35     | 11     |
| 2015-2016          | Pavia              | LP                 | 13         | 3          | CI+CI-LP        | 4+1             | 2+0             | -                  | -                  | -                  | -           | -           | -           | 18     | 5      |
| 2016-2017          | Pistoiese          | LP                 | 16         | 2          | CI-LP           | -               | -               | -                  | -                  | -                  | -           | -           | -           | 16     | 2      |
| Totale Pistoiese   | Totale Pistoiese   | Totale Pistoiese   | 95+2       | 5          |                 | 12              | 2               |                    | -                  | -                  |             | -           | -           | 109    | 7      |
| 2017-gen. 2018     | Rezzato            | D                  | 16         | 7          | CI-D            | -               | -               | -                  | -                  | -                  | -           | -           | -           | 16     | 7      |
| gen.-giu. 2018     | Alessandria        | C                  | 12+2       | 2+1        | CI+CI-C         | 0+3             | 0               | -                  | -                  | -                  | -           | -           | -           | 17     | 3      |
| 2018-2019          | Alessandria        | C                  | 34+1       | 1          | CI+CI-C         | 0+1             | 0               | -                  | -                  | -                  | -           | -           | -           | 36     | 1      |
| Totale Alessandria | Totale Alessandria | Totale Alessandria | 46+3       | 3+1        |                 | 4               | 0               |                    | -                  | -                  |             | -           | -           | 53     | 4      |
| 2019-2020          | Giana Erminio      | C                  | 6+2        | 0          | CI-C            | -               | -               | -                  | -                  | -                  | -           | -           | -           | 8      | 0      |
| 2020-2021          | Aglianese          | D                  | 26+2       | 7          | -               | -               | -               | -                  | -                  | -                  | -           | -           | -           | 28     | 7      |
| 2021-2022          | Livorno            | Ecc.               | 14+6       | 2          | CI-Dil          | 1               | 0               | -                  | -                  | -                  | -           | -           | -           | 21     | 2      |
| Totale carriera    | Totale carriera    | Totale carriera    | 389        | 51         |                 | 37              | 8               |                    | -                  | -                  |             | -           | -           | 426    | 59     |

### Statistiche da allenatore
Statistiche aggiornate al 11 maggio 2025.
| Stagione        | Squadra         | Campionato      | Campionato | Campionato | Campionato | Campionato | Coppe nazionali | Coppe nazionali | Coppe nazionali | Coppe nazionali | Coppe nazionali | Coppe continentali | Coppe continentali | Coppe continentali | Coppe continentali | Coppe continentali | Altre coppe | Altre coppe | Altre coppe | Altre coppe | Altre coppe | Totale | Totale | Totale | Totale | % Vittorie | Piazzamento |
| Stagione        | Squadra         | Comp            | G          | V          | N          | P          | Comp            | G               | V               | N               | P               | Comp               | G                  | V                  | N                  | P                  | Comp        | G           | V           | N           | P           | G      | V      | N      | P      | %          | Piazzamento |
| --------------- | --------------- | --------------- | ---------- | ---------- | ---------- | ---------- | --------------- | --------------- | --------------- | --------------- | --------------- | ------------------ | ------------------ | ------------------ | ------------------ | ------------------ | ----------- | ----------- | ----------- | ----------- | ----------- | ------ | ------ | ------ | ------ | ---------- | ----------- |
| 2024-2025       | Ghiviborgo      | D               | 34+1       | 17         | 4          | 13+1       | CI-D            | 2               | 0               | 1               | 1               | -                  | -                  | -                  | -                  | -                  | -           | -           | -           | -           | -           | 37     | 17     | 5      | 15     | 45,95      | 4º          |
| Totale carriera | Totale carriera | Totale carriera | 35         | 17         | 4          | 14         |                 | 2               | 0               | 1               | 1               |                    | -                  | -                  | -                  | -                  |             | -           | -           | -           | -           | 37     | 17     | 5      | 15     | 45,95      |             |

## Palmarès

### Club

#### Competizioni nazionali
- Coppa Italia Serie C: 1

Alessandria: 2017-2018

#### Competizioni regionali
- Eccellenza Toscana: 1

Livorno: 2021-2022 (Girone B)